# Rákócziújfalu, Jász-Nagykun-Szolnok
Rákócziújfalu  este un sat în districtul Szolnok, județul Jász-Nagykun-Szolnok, Ungaria, având o populație de 2.059 de locuitori (2011). 

## Demografie
Componența etnică a satului Rákócziújfalu
     Maghiari (99,21%)
     Necunoscut (0,18%)
     Alții (0,61%)
Componența confesională a satului Rákócziújfalu
     Fără religie (44,24%)
     Romano-catolici (20,59%)
     Reformați (4,81%)
     Necunoscută (29,38%)
     Alte religii (2,14%)
Conform recensământului din 2011, satul Rákócziújfalu avea 2.059 de locuitori. Din punct de vedere etnic, majoritatea locuitorilor (99,21%) erau maghiari. Apartenența etnică nu este cunoscută în cazul a 0,18% din locuitori. Nu există o religie majoritară, locuitorii fiind persoane fără religie (44,24%), romano-catolici (20,59%) și reformați (4,81%). Pentru 29,38% din locuitori nu este cunoscută apartenența confesională.